# Glezen Glacier
Glezen Glacier är en glaciär i Antarktis. Den ligger i Östantarktis. Nya Zeeland gör anspråk på området. Glezen Glacier ligger 482 meter över havet.
Terrängen runt Glezen Glacier är varierad, och sluttar österut. Trakten är obefolkad. Det finns inga samhällen i närheten. 